# وودهیل
وودهیل (به لاتین: Woodhill, Auckland) یک زیستگاه انسانی در نیوزیلند است که در ناحیه رادنی واقع شده‌است.